# 精進揚げ
精進揚げ（しょうじんあげ）は、日本の精進料理で使われる揚げ物の一種。単に野菜の天ぷらを言うこともある。関西では、単につけ揚げ、衣揚げと呼ばれる。古くは胡麻揚げとも呼ばれた。普通の天ぷらとは異なり、動物性の食材を使わないことに特徴がある。

## 歴史
現在の調理方法は通常の天ぷらと類似しているが、歴史的には別の料理である。ポルトガルから伝わった天ぷらに対し、精進揚げは中国で生まれた精進料理が起源となっている。
精進とは、仏道を究めることを意味し、殺生を好まない仏教の価値観から生まれた植物性の料理だけを食べる「素食」が精進料理である。精進料理は、中国で生まれ、仏教とともに日本に伝来した。鎌倉時代から室町時代にかけて全国に精進料理が広まるにつれて細かい料理の種類が整備され、精進揚げが生まれた。

## 食材
精進料理の制限から通常の天ぷらとは異なり魚介類などを使うことはできず、野菜を中心にした植物性の食材に限られる。実際に使われる食材は、サツマイモ、ニンジン、シイタケ、ナス、タケノコ、ゴボウ、インゲンマメ、ミツバ、シュンギク、レンコン、アスパラガス、ピーマン、オクラなどである。
なお、数種類の食材を合わせて揚げる場合は五色揚げと呼ぶ。

## 調理方法
基本的な手順は普通の天ぷらと同様である。ただし、動物性の食品を避けるため、天ぷらとは異なり卵を使用せずに小麦粉と水だけで衣を作り、出汁にもカツオではなくコンブを使用する。

## 文化
精進揚げを食べることも仏教の修行の一つである。
仏教の行事と関連付けて、主に忌中となる四十九日までの期間に食べられる。